# Orinocosa tropica
Orinocosa tropica är en spindelart som beskrevs av Roewer 1959. Orinocosa tropica ingår i släktet Orinocosa och familjen vargspindlar.
Artens utbredningsområde är Uganda. Inga underarter finns listade i Catalogue of Life.